# ROSAT

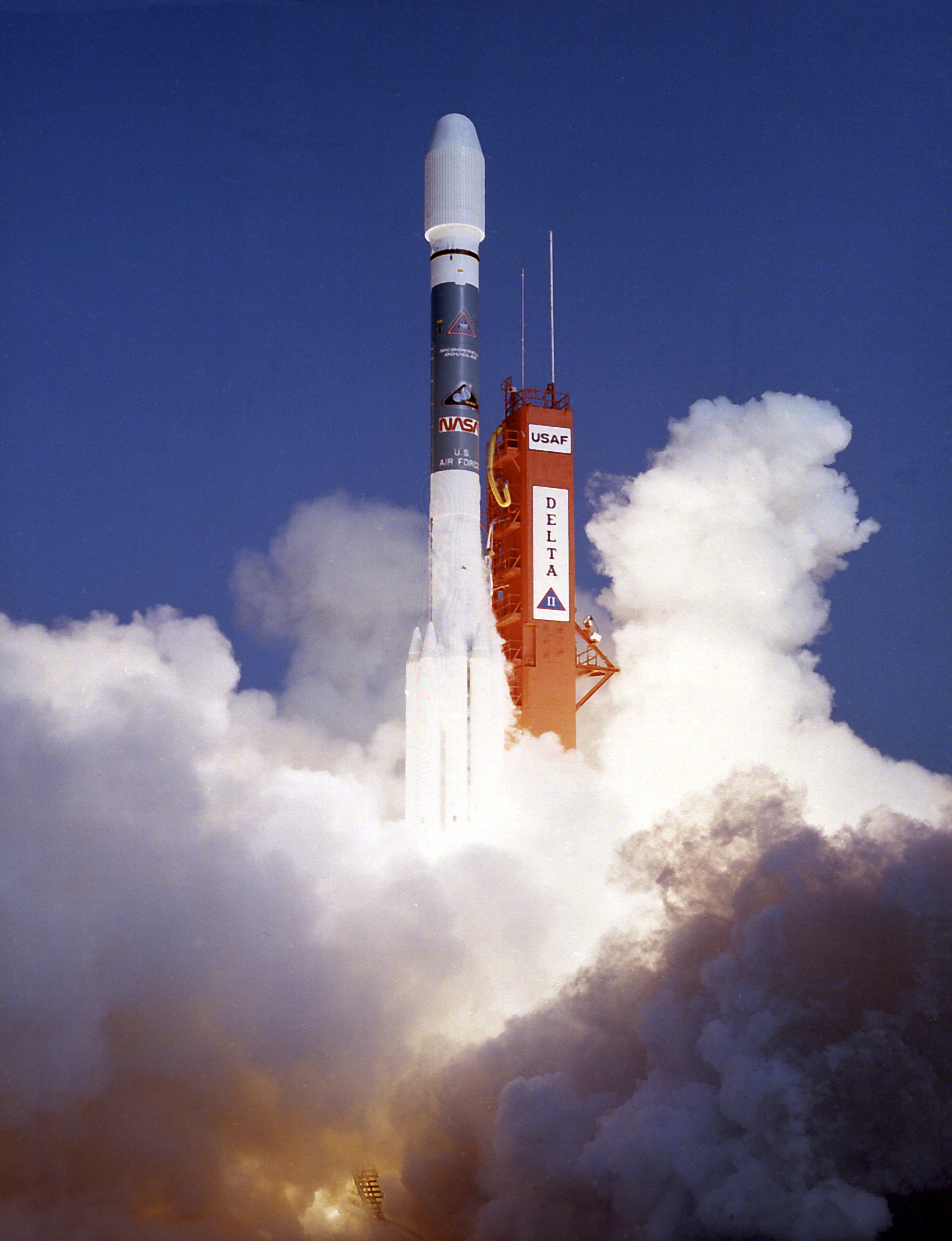
ROSAT startete am 1. Juni 1990

ROSAT (Akronym für Röntgensatellit) war ein als Röntgenobservatorium ausgelegter Satellit. Mit 2426 Kilogramm war er der bislang schwerste deutsche Satellit, kostete 560 Millionen DM (mit US- und britischer Beteiligung), war von 1990 bis 1999 in Betrieb und wurde am 23. Oktober 2011 beim Wiedereintritt in die Erdatmosphäre zerstört.

## Aktive Zeit
ROSAT sollte ursprünglich mit einem Space Shuttle ins All und auch wieder zur Erde zurücktransportiert werden. Nach dem Absturz der Challenger wurde diese Planung zugunsten einer konventionellen Rakete geändert. ROSAT wurde mit einer Delta-II am 1. Juni 1990 in die Umlaufbahn in 580 km Höhe mit einer Inklination von 53° gebracht, war bis zum 12. Februar 1999 in Betrieb und überschritt dabei die ursprünglich geplante Missionsdauer von fünf Jahren deutlich. Zusätzlich zu einem vierfach geschachtelten Wolter-Teleskop (seine Spiegel galten lange laut Guinness-Buch der Rekorde als die glattesten der Welt) im weichen und mittelharten Röntgenbereich war ROSAT noch mit einem dreifach geschachtelten Wolter-Teleskop für den Extremen Ultraviolett-Bereich (EUV-Bereich) ausgerüstet. Die Instrumente umfassten diverse Teilchenzähler, einen hochauflösenden Detektor für Röntgen- und UV-Strahlung (High Resolution Imager, HRI) und eine Weitwinkelkamera (Wide Field Camera, WFC). Der Satellit wurde vom DLR in Oberpfaffenhofen bei München kontrolliert. Die wissenschaftliche Führung lag beim Max-Planck-Institut für extraterrestrische Physik. ROSAT wurde unter der Systemführung der Dornier-System GmbH in Friedrichshafen unter Beteiligung nationaler (Carl Zeiss), amerikanischer und britischer Unternehmen gebaut.
Mit ROSAT wurde der gesamte Himmel im Röntgenbereich durchmustert. Es wurden dabei 125.000 neue Röntgenquellen und 479 EUV-Quellen entdeckt.
Zu den wichtigsten Entdeckungen gehören die Auflösung der kosmischen Röntgenhintergrundstrahlung in die Emission von Quasaren und anderen aktiven Galaxien, die Entdeckung von Neutronensternen, die ausschließlich thermisch strahlen, die Röntgenstrahlung des Kometen Hyakutake 1996 sowie Dutzende neuer Supernovaüberreste. Auch konnte eine Röntgenquelle an der Stelle der Supernova 1987A in der Großen Magellanschen Wolke gefunden werden. Ebenfalls im Blickfeld des sehr erfolgreichen Weltraumobservatoriums standen Galaxienhaufen, Röntgendoppelsterne, Pulsare und Schwarze Löcher. ROSATs zeitliche Auflösung ermöglichte selbst die zeitliche Trennung des Krebsnebelpulsars. ROSAT entdeckte auch, dass der Mond Röntgenstrahlung der Sonne reflektiert.
1998 erlitt ROSAT mehrere Defekte, die seine Verwendbarkeit erheblich beeinträchtigten. Am 25. April 1998 fiel der primäre Sternsensor des Röntgenteleskops aus. Die daraus resultierende Fehlausrichtung führte zur Überhitzung durch die Sonnenstrahlung. Am 20. September kam es durch Sättigung eines Drallrades erneut zu einer Fehlausrichtung, die den HRI direkt der Sonne aussetzte und schwer beschädigte. Nachdem der Treibstoff für die Lageregelung ebenfalls fast aufgebraucht war, wurde ROSAT am 12. Februar 1999 abgeschaltet. Der Satellit befand sich ab diesem Zeitpunkt in einem langsam absinkenden Orbit.
Es besteht der Verdacht, dass das Versagen von Rosat 1998 eine Folge eines Angriffs durch (russische) Hacker war, bei dem die Solarpaddel in die Sonne gedreht wurden, so dass die Batterien überladen wurden. Die öffentlich bekannte Beweislage ist zwar dünn, es gab aber um dieselbe Zeit einen Hackerangriff auf das Goddard Spaceflight Center der NASA. Wenig später im Februar 1999 erfolgte ein Angriff auf das britische Skynet 5-Satellitensystem, bei dem versucht wurde Geld zu erpressen.

## Wiedereintritt 2011

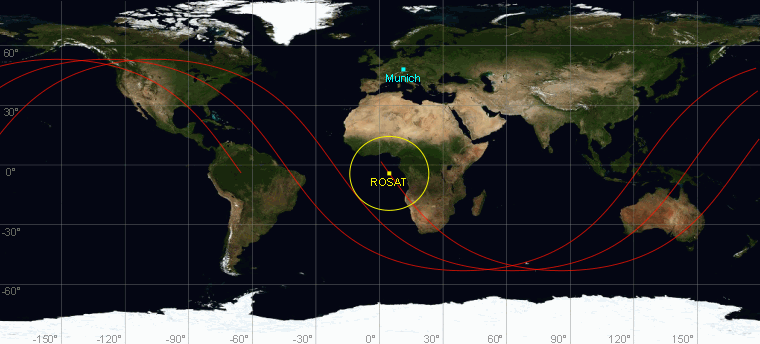
Bodenspur von ROSAT über drei Umläufe

Höhenverlauf von ROSAT über die letzten Monate

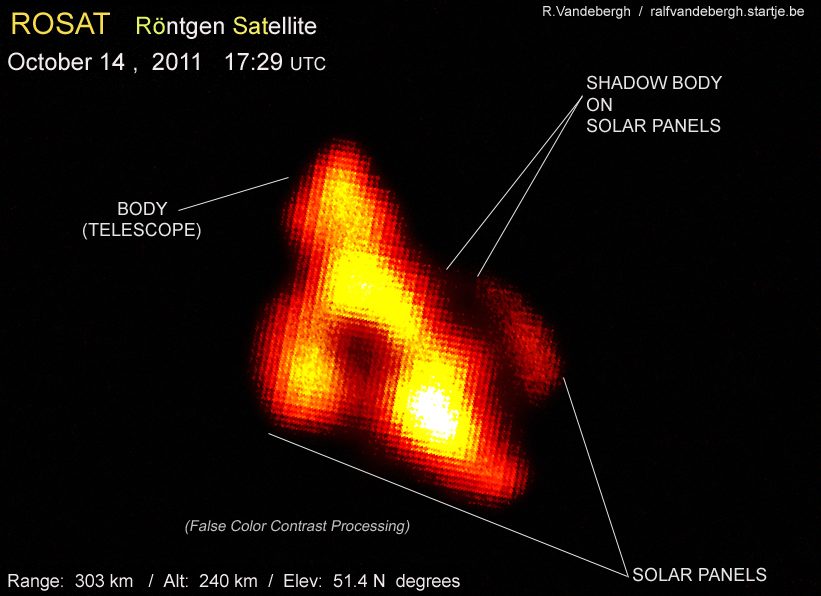
ROSAT – eines der letzten Bilder vor dem Wiedereintritt – 14. Okt. 2011

Die Berechnungen des DLR und anderer Stellen hatten ergeben, dass der Satellit beim Wiedereintreten in die Atmosphäre aufgrund seiner großen Masse und der kompakten Bauteile aus hitzebeständigen Materialien, darunter Spiegel aus Zerodur, nicht vollständig verglühen werde. Da ROSAT über kein Triebwerk verfügte, bestand keine Möglichkeit, ihn gezielt zum Absturz zu bringen.
In den 1980er Jahren, als ROSAT entworfen und gefertigt wurde, wurden für Satelliten üblicherweise keine besonderen Vorkehrungen für ein vollständiges Verglühen beim Wiedereintritt getroffen. Erst ab Ende der 1990er war es möglich, das Zerbrechen und Verglühen von Satelliten beim Wiedereintritt zu berechnen, zum Beispiel mit der Software SCARAB (Space Craft Atmospheric Re-entry and Aero-thermal Break up), die 1995 von der ESA in Auftrag gegeben wurde. SCARAB ermittelt hierbei auch den Einschlagbereich und das resultierende Schadensrisiko. Im Falle von ROSAT musste für diese Berechnungen zuerst die Hitzebeständigkeit der Glaskeramik Zerodur und anderer Werkstoffe im Labor ermittelt werden, um das Verhalten des Satelliten in der Atmosphäre zu simulieren.
Vom DLR wurden Zeit und Ort des Wiedereintritts in die Erdatmosphäre mit 23. Oktober 2011, 01:50 UTC (3:50 Uhr MESZ) über dem Golf von Bengalen angegeben. Von space-track.org wurden die Wiedereintrittskoordinaten mit 7° N, 90° O (Indischer Ozean westlich der Nikobaren) angegeben. Als Absturzzeit wird hier 01:50 UTC ± 7 min genannt. Bestätigte Meldungen über das Erreichen der Erdoberfläche oder Schäden durch Trümmer liegen nicht vor.

## Entdeckungen
- Quipu